# Chambre de commerce et d'industrie de Polynésie française
La chambre de commerce, d'industrie, des services et des métiers de la Polynésie française (CCISM) est un établissement public de statut particulier regroupant les attributions d'une chambre de commerce et d'industrie et d'une chambre de métiers et de l'artisanat. Son siège est à Papeete.

## Missions
Organe représentatif des intérêts du commerce, de l’industrie, des services et des métiers auprès des pouvoirs publics, sa circonscription s’étend à tout le territoire de la Polynésie française. Plus précisément, conformément aux dispositions de l'arrêté n° 1257 CM du 4 septembre 2000 modifié, elle :
- assure la représentation de l'ensemble des intérêts économiques du territoire ;
- accompagne les entreprises dans leurs projets de création et de développement ;
- forme les chefs d’entreprise, les salariés et jeunes cadres de demain ;
- contribue au développement économique de la Polynésie française.

### Représentation des intérêts des entreprises polynésiennes
- Représenter l'ensemble des intérêts économiques de la Polynésie française
- Donner au gouvernement de la Polynésie française les avis et renseignements qui lui sont demandés sur toutes les questions relatives au commerce, à l’industrie, aux services et aux métiers
- Présenter ses vues aux pouvoirs publics sur tous les moyens d’accroître la prospérité et le développement économique de la Polynésie française
- Assurer une veille sur l'évolution du contexte économique, notamment via l'animation de l'Observatoire économique de la Polynésie française

### Accompagnement des entreprises
- Gestion du centre de formalités des entreprises
- Accompagnement via une offre spécifique à chaque secteur
- Participer à l’amélioration de la « vie » des entreprises, de la qualité des produits et des services, des techniques et des méthodes de production et de commercialisation en favorisant la collaboration entre entreprises et la création de services communs
- Procéder à toutes études susceptibles de participer à la solution des problèmes techniques, économiques et sociaux intéressant les différents secteurs professionnels
- Contribuer à l’expansion internationale et à la promotion des produits à l’exportation
- Guider les entreprises dans leurs démarches de transition environnementale, numérique et organisationnelle

### Former les chefs d’entreprise, les salariés et jeunes cadres de demain
- Favoriser la formation professionnelle des chefs d’entreprise et des salariés de chaque secteur professionnel
- Apporter à la Polynésie française son concours à l’apprentissage dans les différents secteurs professionnels
- Délivrer des diplômes d’artisans et de maîtres artisans
- Développer des filières d'excellence au service du développement du territoire

### Participer au développement économique
- Gestion d'infrastructures nécessaires au développement économique du territoire, notamment les ateliers relais (Papeete, Taravao et Moorea), les chambres froides de l'aéroport, le dock flottant (en lien avec les forces armées), la Polynesian factory.
- Modernisation des infrastructures existantes
- Participation au développement de nouveaux secteurs économiques

## Gouvernance
La gouvernance de la CCISM repose sur :
- une assemblée générale, composée de 36 membres, élus par les chefs d'entreprise pour 5 ans et représentatifs des 4 collèges constitués (commerce, industrie, services et métiers) ;
- un bureau exécutif, composée de 8 membres désignées par l'assemblée générale en son sein, chargé de veiller à la bonne exécution des orientations stratégiques et des plans d'actions définis par l'assemblée générale ;
- des commissions organiques (prévues par les textes et chargées d'assurer une mission de contrôle de l'établissement) et des commissions d'études (créées à l'initiative de l'assemblée générale) ;
- un président, qui assure la représentation de la chambre. Il décide d’intenter les actions ou de défendre devant les juridictions au nom de la chambre et il en tient informée l’assemblée générale. Il convoque le bureau et les assemblées générales. Il établit le rapport d’activité de l’exercice. Le président est également chargé de l’exécution du budget en coordination avec le trésorier.
- Pour accompagner les élus, la CCISM dispose également de 52 collaborateurs, basés sur les sites de Papeete (siège), Uturoa (antenne), Nuku Hiva (antenne) et Pirae (Polynesian factory).

## Liste des présidents
- 1880-1883 - Victor RAOULX
- 1884-1886 - Hégésippe LANGOMAZINO
- 1886-1900 - Louis MARTIN
- 1900-1903 - Edouard DROLLET
- 1913-1920 - Etienne TOUZE
- 1920-1921 - Henri GRAND
- 1921-1924 - Pierre HERAULT
- Charles BERARD
- Armand HERVE
- Joseph QUESNOT
- Emile LAGUESSE
- Albert LEBOUCHER
- Kléber SPINGLER
- René SOLARI
- Robert HERVE
- Charles POROI
- Gérard AFO
- Morton GARBUTT
- Albert LE CAILL
- Jules CHANGUES
- Gabriel LAHARRAGUE
- Daniel PALACZ
- Henri WATANABE
- Nina VERNAUDON
- Stéphane CHIN LOY
- Jules CHANGUES
- Gilles YAU
- Stéphane CHIN LOY

## Pour approfondir